# عامل الروماتويد

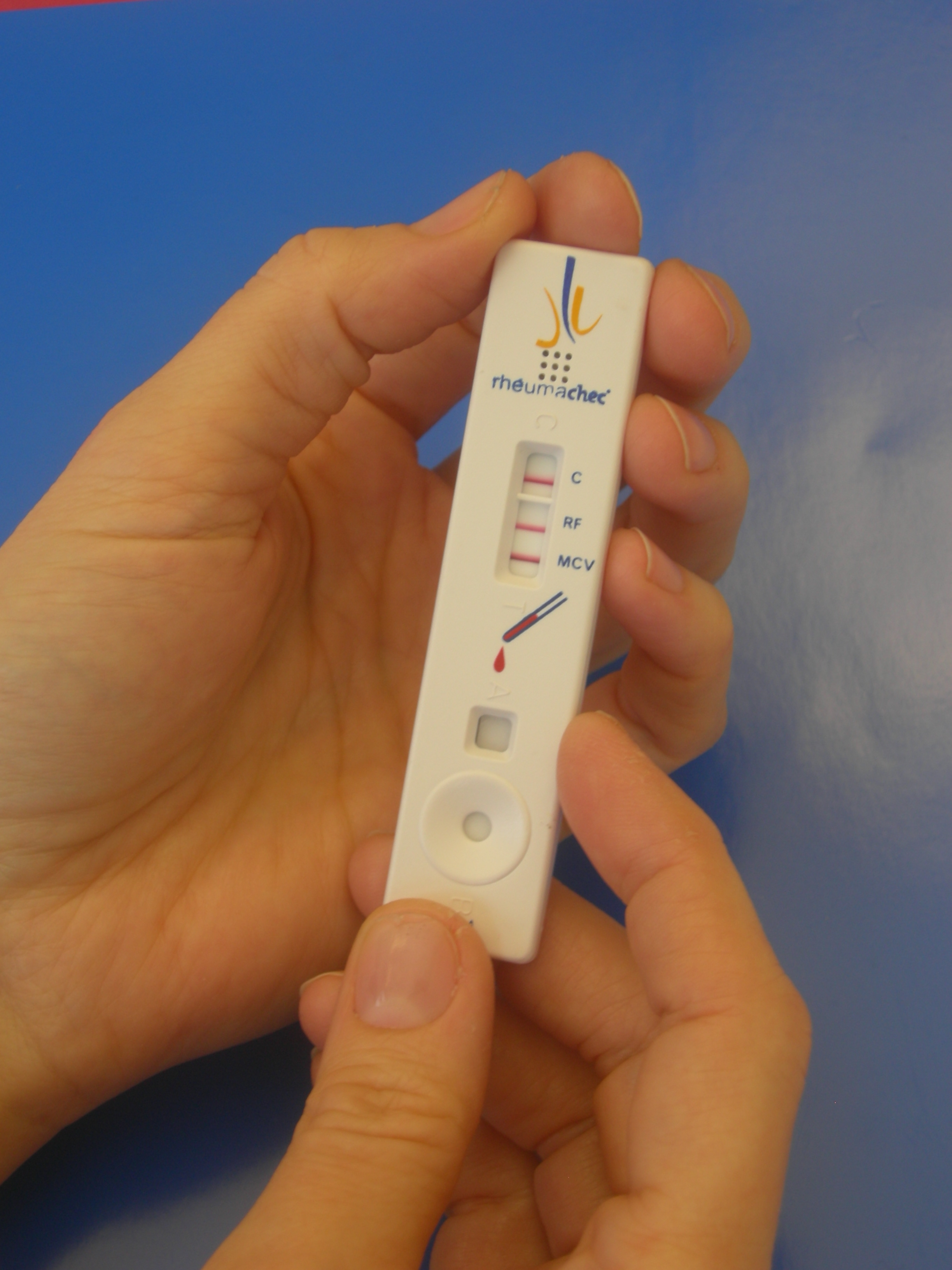

عامل الروماتويد (بالإنجليزية: Rheumatoid factor)‏ وأختصاره (RF) هو الأجسام المضادة الذاتية (الأجسام المضادة الموجهة ضد أنسجة الكائن الحي نفسه) وهو الأكثر أهمية في التهاب المفاصل الروماتويدي. ويعرف بأنه جسم مضاد ضد كريين مناعي ج. وينضم عامل الروماتويد مع كريين مناعي ج لتشكيل المعقدات المناعية التي تساهم في عملية المرض[بحاجة لمصدر].

## الاختبار
غالبا ما يتم تقييم RF في المرضى الذين يشتبه في وجود أي شكل من أشكال التهاب المفاصل على الرغم من النتائج الإيجابية يمكن أن يكون راجعا إلى أسباب أخرى، ونتائج سلبية لا نستبعد المرض. ولكن، في تركيبة مع وجود علامات وأعراض، ويمكن أن تلعب دورا في كل من التشخيص والتشخيص المرض. إنه جزء من المعايير المعتادة مرض التهاب المفاصل الروماتويدي. وجود عامل الروماتويد في الدم يمكن أيضا أن تشير إلى حدوث نشاط المناعة الذاتية المشتبه بهم لا علاقة لها التهاب المفاصل الروماتويدي، مثل أن يرتبط مع الأنسجة أو رفض العضو. في مثل هذه الحالات، قد RF بمثابة واحدة من العديد من علامات المصلية للالمناعة الذاتية.

## التفسير
عامل الروماتويد (RF) هو لبنة في تشخيص العديد من الأمراض الروماتيزمية وغير الروماتيزمية. فمن في الدم، وعادة ما يتم تحديد في المصل. عندما يكون هناك عامل الروماتويد الأجسام المضادة من الفئات الفرعية المختلفة (الغلوبولين المناعي، مفتش، ايغا، إيج) موجهة ضد مناطق محددة من الجسم المناعية الخاصة من فئة G (مفتش) إخراج (ضد جزء إف سي مفتش). وكثيرا ما يستخدم هذا المصطلح في صيغة الجمع (أي «عامل الروماتويد»).
وهناك عامل الرثياني الإيجابي يجعل مرض الروماتيزم أكثر عرضة، وأنها لا يمكن أن تثبت. أيضا، يجعل من عامل الروماتويد سلبي الروماتويدي على الرغم من المحتمل، ولكن لا يستبعد ذلك. واحد يتحدث عن «سلبيين التهاب المفاصل الروماتويدي» إذا كان هذا المرض، «الروماتيزم» (التهاب المفاصل الروماتويدي) هو الحاضر، وعامل الروماتويد هو لا يمكن كشفها. تم العثور على عامل الروماتويد في تركيزات منخفضة حتى في حوالي 5٪ من الأشخاص الأصحاء (10٪ في الأشخاص الذين تتجاوز أعمارهم 60 عاما)، ومتلازمة سجوجرن وأمراض الكولاجين الأخرى، وأمراض الكبد (بما في ذلك التهاب الكبد C) أو المزمنة الأمراض المعدية.
وثمة تحسنا كبيرا من مختبر تشخيص التهاب المفاصل الروماتويدي اكتشاف مستضدات citrullinated والأجسام المضادة ضد Peptid-/Protein-Antigene citrullinated (ACPA) وأهميته لتشخيص التهاب المفاصل الروماتويدي. تم العثور على هذه المستضدات الطبيعية داخل النسيج الزليلي ملتهبة والمستضدات التي تدور في السائل الزليلي من المرضى الذين يعانون من التهاب المفاصل الروماتويدي المنشأة، وتعتبر الأجسام المضادة لتكون ما يسمى المؤشرات الحيوية لالتهاب المفاصل الروماتويدي.
الأكثر استخداما على نطاق واسع هنا هو معمل اختبار ELISA التي يكشف الاصطناعية الببتيدات citrullinated دوري. وقد أدى هذا دليل على ما يسمى الأجسام المضادة المقاومة للCCP إلى تحسن كبير في مختبر تشخيص التهاب المفاصل الروماتويدي، بما في ذلك تشخيص المراحل المبكرة من المرض. الأجسام المضادة لالببتيدات citrullinated يمكن أن يحتمل يتم الكشف سنوات قبل بداية ظهور أعراض المرض. [1] أهمية إمراضي يمكن ولكن حتى الآن لم تظهر لمكافحة CCP. لم تثبت العلاقة بين عيار الأضداد المضادة للCCP ونشاط المرض في التهاب المفاصل الروماتويدي. وبالتالي فإن الأجسام المضادة CCP ليست مناسبة عن تدابير نتائج المرض.
واحدة من مكافحة CCP ELISA حساسية التشخيص الجيد نسبيا في خصوصية انخفاض طفيف يوفر ELISA رواية تقوم على تحور citrullinated vimentin، MCV. الدراسات الأولية مع هذا النظام الاختبار تظهر علاقة التتر الأضداد المضادة لل MCV مع نشاط المرض وشدة التهاب المفاصل الروماتويدي. وسيتيح ذلك للأضداد MCV ضد الأجسام المضادة المقاومة للCCP لديها ميزة ارتباط مع نشاط المرض قد [2] وربما هي مناسبة أيضا لرصد التقدم المحرز العلاجية في التهاب المفاصل الروماتيزمي. [3] ومع ذلك، لتقييم نهائي ينبغي أن تكون أكثر النتائج يكون المنتظر من دراسة مستقلة أخرى

## وصلات خارجية
- MedlinePlus on RF
- Labtestsonline page on RF